# Quasipaa yei
Quasipaa yei é uma espécie de anfíbio anuros da família Dicroglossidae. Está presente na China. A UICN classificou-a como deficiente de dados.